# Alliance (Texas)
Alliance é uma comunidade mestre planejada localizada no condado de Denton, no estado norte-americano do Texas.